# Championnat de Bahreïn de football 2005
Navigation
Saison précédente Saison suivante
La saison 2005 du Championnat de Bahreïn de football est la quarante-neuvième édition du championnat national de première division à Bahreïn. Les dix meilleures équipes du pays sont regroupées au sein d'une poule unique où elles s'affrontent deux fois, à domicile et à l'extérieur. En fin de saison, l'avant-dernier dispute le barrage de promotion-relégation tandis que le dernier est relégué en deuxième division.
C'est Riffa Club qui remporte la compétition, après avoir terminé en tête du classement final, avec quatre points d'avance sur le tenant du titre, Al Muharraq Club et sept sur Al-Ahli Club. C'est le neuvième titre de champion de Bahreïn de l'histoire du club.

## Les clubs participants
| - Al Muharraq Club - Riffa Club - East Riffa - Al Najma Club - Manama Club - Promu de D2 | - Al-Shabab Club - Busaiteen Club - Al-Ahli Club - Bahrain Club - Al Hala SC |

## Compétition

### Classement
Le classement est établi sur le barème de points classique (victoire à 3 points, match nul à 1, défaite à 0).
| Rang | Équipe               | Pts | J  | G  | N | P  | Bp | Bc | Diff |
| ---- | -------------------- | --- | -- | -- | - | -- | -- | -- | ---- |
| 1    | Riffa Club           | 40  | 18 | 13 | 1 | 4  | 40 | 18 | +22  |
| 2    | Al Muharraq Club'T'C | 36  | 18 | 10 | 6 | 2  | 36 | 18 | +18  |
| 3    | Al-Ahli Club         | 33  | 18 | 10 | 3 | 5  | 30 | 26 | +4   |
| 4    | Al-Shabab Club       | 32  | 18 | 9  | 5 | 4  | 33 | 28 | +5   |
| 5    | Al Najma Club        | 31  | 18 | 9  | 4 | 5  | 33 | 18 | +15  |
| 6    | Busaiteen Club       | 23  | 18 | 6  | 5 | 7  | 25 | 28 | -3   |
| 7    | Bahrain Club         | 18  | 18 | 5  | 3 | 10 | 21 | 30 | -9   |
| 8    | East Riffa           | 17  | 18 | 5  | 2 | 11 | 26 | 33 | -7   |
| 9    | Manama ClubP         | 15  | 18 | 4  | 3 | 11 | 22 | 41 | -19  |
| 10   | Al Hala SC           | 8   | 18 | 2  | 2 | 14 | 16 | 42 | -26  |

|  | Qualification pour la Coupe de l'AFC 2006                              |
|  | Qualification pour la Coupe du golfe des clubs champions 2005          |
|  | Qualification pour la Ligue des champions arabes de football 2005-2006 |
|  | Participation au barrage de promotion-relégation                       |
|  | Relégation en deuxième division                                        |
|  | T : Tenant du titre C : Vainqueur de la Coupe du Bahreïn               |

### Matchs

#### Barrage de promotion-relégation
L'avant-dernier du classement de première division, Manama Club, affronte le deuxième de seconde division, Malkiya Club en barrage de promotion-relégation. Manama Club perd le barrage et doit laisser sa place à son adversaire parmi l'élite.

## Bilan de la saison
| Championnat de Bahreïn de football 2005                             |                       |
| Champion                                                            | Riffa Club (9e titre) |
| Coupes et trophées                                                  |                       |
| Vainqueur de la Coupe de Bahreïn 2005                               | Al Muharraq Club      |
| Qualifications continentales                                        |                       |
| Coupe de l'AFC 2006                                                 | Al Muharraq Club      |
| Ligue des champions arabes de football 2005-2006                    | Al-Ahli Club          |
| Ligue des champions arabes de football 2005-2006                    | Al-Shabab Club        |
| Coupe du golfe des clubs champions 2005                             | Riffa Club            |
| Promotions et relégations                                           |                       |
| Promus en Bahraini Premier League                                   | Setra Club            |
| Relégués en Championnat de Bahreïn de football de deuxième division | Al Hala SC            |